# Квітневе (Луцький район)
Квітне́ве — село в Україні, у Луцькому районі Волинської області. Входить до складу Доросинівської сільської громади. Населення становить 475 осіб.

## Історія
До 1954-го року село називалось Бабє. Склададалось з хуторів розкиданих на площі 25-30 км², але радянська влада примусила хутірян перенести свої господарства на територію теперішнього села.
Видатні люди: Якобчук Ніна Автономівна 1926 року народження. Уродженка села Баб'є (сьогодні Квітневе) була зв'язковою УПА. Під час однієї з облав, коли лежала замаскована мохом, кінь енкаведиста наступив на груди, та вона стерпіла пекельну біль і не видала себе, Ніна Автономівна, перебуваючи на нелегальному становищі, переховувалась у селі Голосовка в Івана Мартинюка, який видав її НКВС. Заніс на горище сніданок. Коли вона відклала свій пістолет і взяла тарілку, господар накинувся ззаду на Ніну і почав кричати до енкаведистів які були під будинком. Під час засудження відбувала покарання на лісоповалі. Після звільнення проживала в брата у Києві, де і померла.

## Населення
Згідно з переписом УРСР 1989 року чисельність наявного населення села становила 476 осіб, з яких 211 чоловіків та 265 жінок.
За переписом населення України 2001 року в селі мешкало 477 осіб.

### Мова
Розподіл населення за рідною мовою за даними перепису 2001 року:
| Мова       | Відсоток |
| ---------- | -------- |
| українська | 99,37 %  |
| російська  | 0,42 %   |
| білоруська | 0,21 %   |

- Романюк Віктор ( 1997-2022) Збройні сили України.

## Грисюк Олександр (1994-2022) Збройні сили України.
Романюк Віктор (1997-2022) Збройні сили України. 
- Войтович Андрій Володимирович (1990—2019) — молодший сержант Збройних сил України, учасник російсько-української війни.